# Глизе 250
Глизе 250 или HD 50281  — двойная звезда в созвездии Единорог. Находится на расстоянии около 28,4 световых лет от Солнца.

## Характеристики
Компонента Глизе 250 А представляет собой оранжевый карлик с радиусом, равным 78% солнечного Она имеет температуру поверхности около 4658 градусов по Кельвину..
Компонента Глизе 250 В относится к классу красных карликов — тусклых маломассивных звёзд. Её радиус равен 49% солнечного, а масса составляет 44% солнечной. Температура поверхности приблизительно равна 3500 градусам по Кельвину.

## Ближайшее окружение звезды
Следующие звёздные системы находятся на расстоянии в пределах 10 световых лет от системы Глизе 250:
| Звезда       | Спектральный класс | Расстояние, св. лет |
| LHS 1951 AB  | M V / M V          | 7,6                 |
| Глизе 283 AB | DZQ6 VII / M6 V    | 8,1                 |
| V1201 Ориона | DA9 VII            | 8,9                 |
| Глизе 9193   | DZ9 VII            | 9,8                 |